# دانشگاه موگادیشو

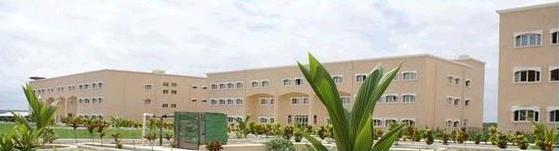
ساختمان جدید دانشگاه موگادیشو.

دانشگاه موگادیشو دانشگاهی غیردولتی در شهر موگادیشو پایتخت کشور سومالی است.
تأسیس این دانشگاه به سال ۱۹۹۲ میلادی بازمی‌گردد که پس از پنج سال به بهره‌برداری رسید. این دانشگاه هفت دانشکده دارد که عبارت‌اند از:
- دانشکده حقوق و شریعت
- دانشکده آموزش
- دانشکده هنر و علوم انسانی
- دانشکده مدیریت و علوم اقتصادی
- دانشکده علوم کامپیوتر و فناوری اطلاعات
- دانشکده پرستاری
- دانشکده علوم سیاسی